# Йохим, Альфред
Альфред Аугуст Йохим (12 июня 1902 года, Берлин, Германия — март 1980 года, Лоди, Нью-Джерси, США) — американский гимнаст немецкого происхождения.
Двукратный серебряный призёр по спортивной гимнастике на летних Олимпийских играх 1932 в Лос-Анджелесе.

## Биография
Альфред Аугуст Йохим родился 12 июня 1902 года в Берлине. За свою спортивную карьеру он до Второй мировой войны выиграл больше чемпионатов, чем любой другой американский гимнаст. В 1925—1930 и 1933 годах он шесть раз становился победителем в абсолютном первенстве, завоёвывая, по крайней мере, одну медаль в каждом упражнения спортивной гимнастики. В целом, он выиграл 35 медалей на национальных чемпионатах, в том числе семь раз подряд побеждал в вольных упражнениях.
Принимал участие в соревнованиях по спортивной гимнастике на Олимпийских играх 1924, 1928, 1932, 1936 годов. Его наивысшим достижениями стали серебряные медали Олимпийских игр 1932 в командных соревнованиях и опорном прыжке. В 1936 году в Берлине, на своей четвёртой Олимпиаде, Йохим был выбран знаменосцем Соединенных Штатов на церемонии открытия игр.
Долгое время работал в Нью-Йоркской телефонной компании, занимался популяризацией гимнастики в США. Активно участвовал в создании Швейцарского гимнастического клуба (нем. Swiss Turnverein) в округе Хадсон, штат Нью-Джерси, самой успешной команды в истории гимнастики США. Йохим, имея некоторый художественный талант, иллюстрировал обязательные упражнения для национальных изданий.